# Ilmar Kullam
Ilmar Kullam (15. juni 1922 i Tartu – 2. november 2011) var en estisk (sovjetisk) basketballspiller som deltog i de olympiske lege 1952 i Helsinki.
Kullam vandt en olympisk sølvmedalje i basketball under OL 1952 i Helsinki. Han var med på det sovjetiske hold som kom på andenpladsen i basketturneringen efter USA. Det var tredje gang hvor basketball stod på det olympiske program, treogtyve hold deltog i turneringen som blev afviklet i perioden 14. juli til 2. august 1952. Sovjetunionen vandt semifinalen over Uruguay med 61-57, men i finalen tabte de mod USA med 25-36. Kullam spillede alle otte kampe ved OL-turneringen.
Han blev europamester i basketball tre gange med Sovjetunionen, 1947, 1951 og 1953.

## OL-medaljer
- 1952  Helsinki –  Sølv i basketball  URS